# Salima Ghezali
Salima Ghezali sinh 1958 ở thành phố Bouira thuộc vùng Kabylie (bắc Algérie), là một nhà báo , nhà văn người Algérie và là một chiến sĩ đấu tranh cho nữ quyền, nhân quyền và dân chủ ở Algérie.
Bà là thành viên sáng lập của hội "Phụ nữ châu Âu và Maghreb" (Femmes d’Europe et du Maghreb), chủ tịch hiệp hội giải phóng phụ nữ, chủ biên tạp chí phụ nữ "NYSSA" do bà thành lập, và biên tập viên của tuần báo tiếng Pháp La Nation.
Lập trường về Tự do ngôn luận đã khiến bà bị nhà cầm quyền Algérie và các người Hồi giáo cực đoan công kích dữ đội, đặc biệt là trong cuộc Nội chiến Algérie khi bà khuyến khích một giải pháp hòa bình và dân chủ.
Salima Ghezali đã đoạt giải thưởng Sakharov của nghị viện châu Âu , giải Olof Palme của Thụy Điển năm 1997, và giải Theodor Haecker của Đức năm 1999.
Năm 2000 bà tham gia nhóm thân cận và trở thành cố vấn của Hocine Ait Ahmed, chủ tịch Mặt trận các lực lượng xã hội (Front des Forces Socialistes).